# Black River (White River)
Der Black River (engl. für „schwarzer Fluss“) ist ein etwa 480 km langer linker Nebenfluss des White River in den US-Bundesstaaten Missouri und Arkansas.
Der Black River entsteht im Reynolds County im Südosten von Missouri nahe Lesterville am Zusammenfluss seiner Quellflüsse East Fork und Middle Fork Black River. Er fließt anfangs in südsüdöstlicher Richtung durch den nordöstlichen Teil des Ozark-Plateaus. Dabei wird er zum Clearwater Lake aufgestaut. Später passiert er die Orte Mill Spring und Williamsville. Bei Poplar Bluff erreicht der Black River die Mississippi-Schwemmebene. Er wendet sich nun nach Südsüdwesten und überquert die Grenze nach Arkansas. Nahe Pocahontas mündet der Current River, nahe Black Rock der Spring River sowie 30 km oberhalb der Mündung der Strawberry River in den Black River, alle von rechts. Der Black River entwässert mit seinen Zuflüssen die Südostflanke des Ozark-Plateaus. Eine weitere Ortschaft am Unterlauf des Black River ist Powhatan. Der Black River mündet schließlich bei Jacksonport in den White River. Der Black River weist auf seinem Weg durch die Mississippi-Schwemmebene eine Vielzahl von Flussschlingen auf. 
Der Davidsonville Historic State Park liegt südlich von Pocahontas am rechten Flussufer. Am East Fork Black River befindet sich eine Talsperre, die den Lower Taum Sauk Lake aufstaut.
Der Black River entwässert ein Areal von etwa 22.000 km². Davon befinden sich 4546 km² in Missouri. Am Pegel Elgin Ferry etwa 25 km oberhalb der Mündung beträgt der mittlere Abfluss 281 m³/s.